# Mijaíl Vorontsov

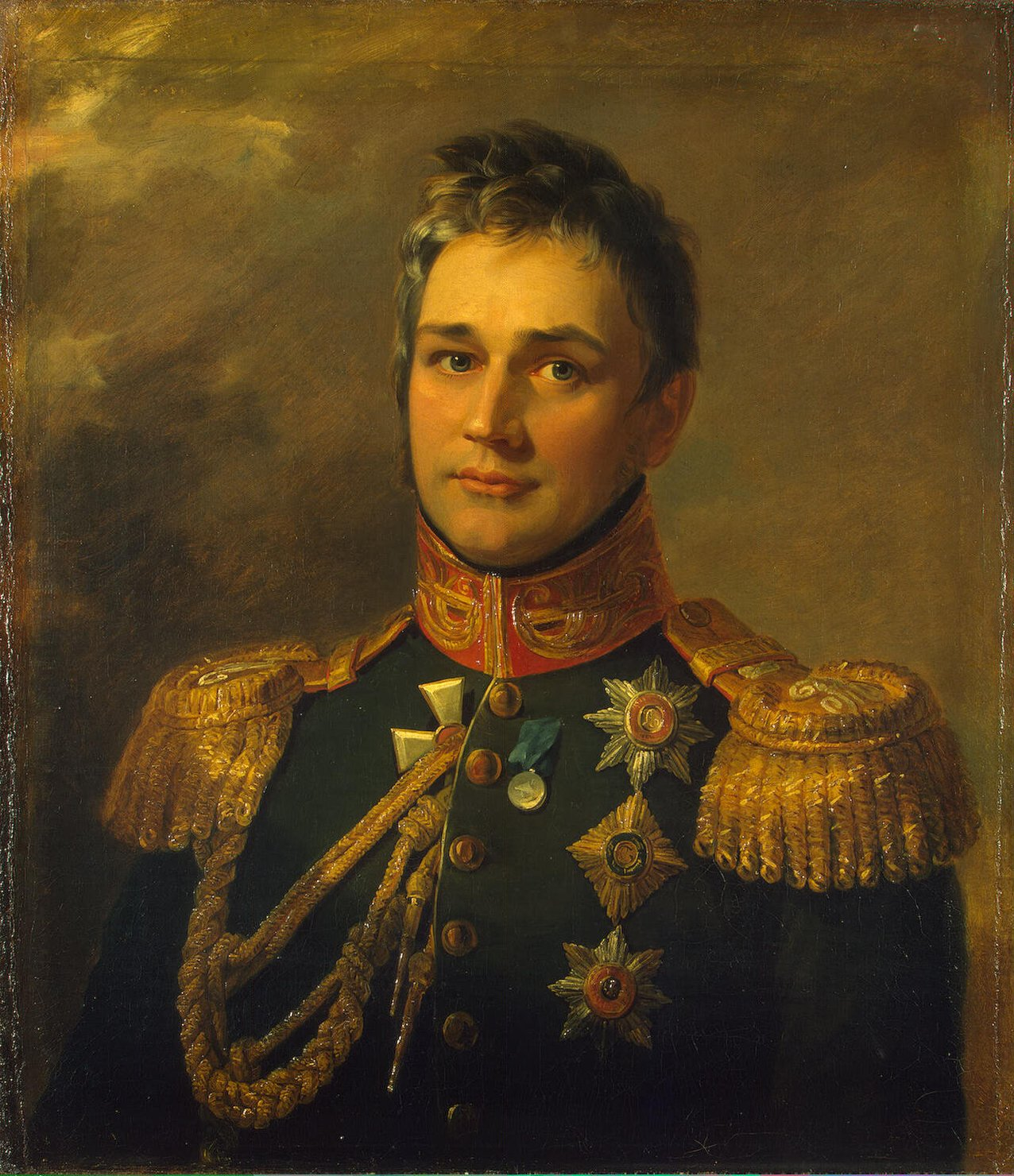
Su Alteza Serenísima Mijaíl Semiónovich Vorontsov, 1825.

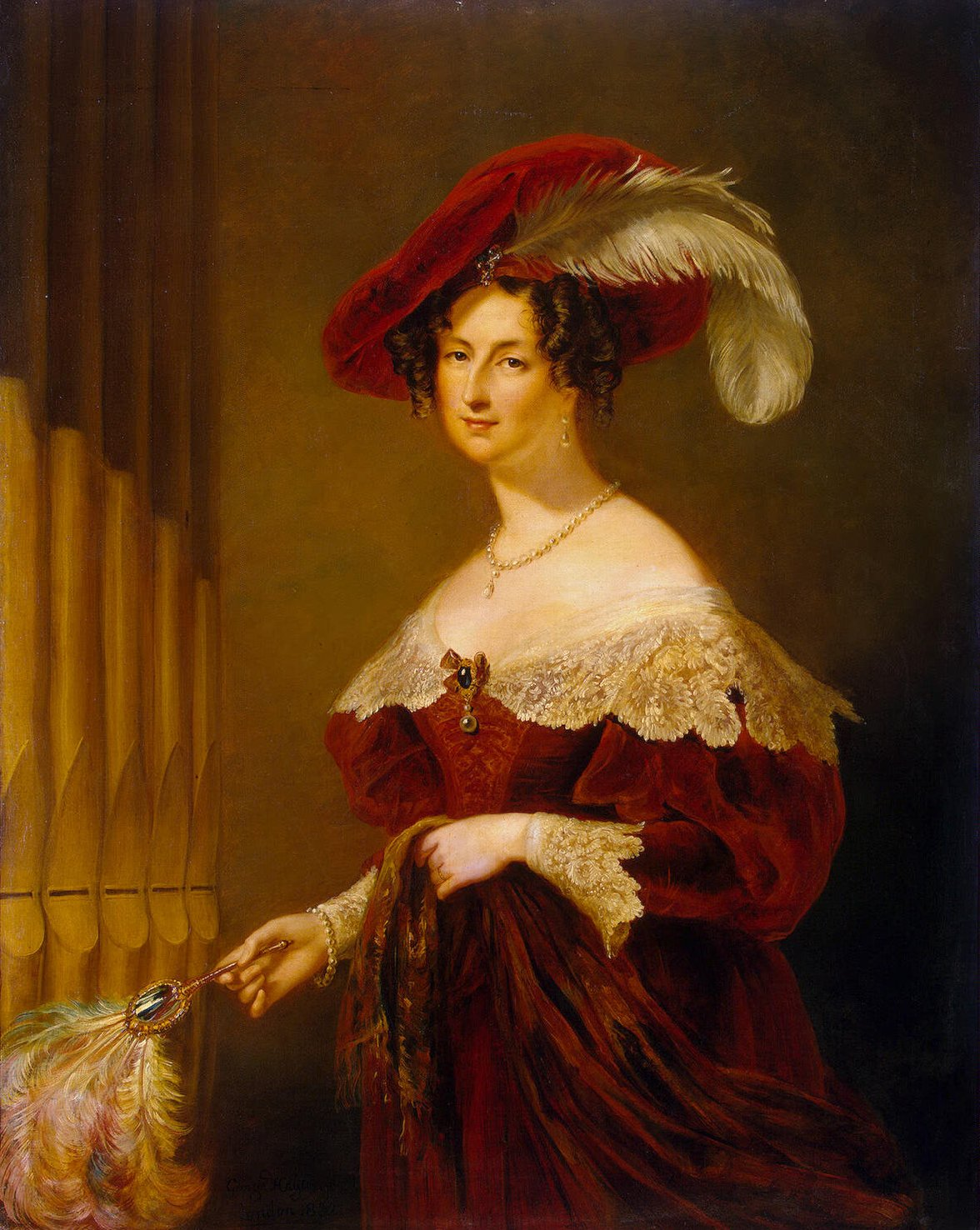
Su Alteza Yelizaveta Vorontsova.

Mijaíl Semiónovich Vorontsov (n. 19 de mayo de 1782, San Petersburgo - f. 6 de noviembre de 1856, Odessa) fue una de las personas más nobles, ricas e ilustres del Imperio ruso. Fue conde, y príncipe desde 1845, miembro honorífico de la Academia de Ciencias de San Petersburgo (1826), gobernador general de Novorossiya, Besarabia (1823-1844) y del Cáucaso (1844-1854) y mariscal de Campo desde 1856.
Hijo del embajador ruso en Londres, Semión Vorontsov, se crio en Inglaterra desde su segundo año de vida, donde recibió una brillante educación. Dominaba con soltura por lo menos siete lenguas, algunas de ellas antiguas. Su lengua materna era el ruso y de hecho se sentía como tal. Era un hombre experimentado en política y gobernación. En el capítulo IX de su novela corta Hadji Murat, Lev Tolstói escribió sobre él: «suave y afable tratando con los inferiores, y un noble refinado tratando con los superiores». 
Tomó parte en las guerras del Imperio ruso contra Turquía y Persia, las del Cáucaso y las napoleónicas. En 1812, participó en la batalla de Borodinó dirigiendo una fortificación de campaña atacada por las tropas francesas. En 1814, su ejército formado por 14 000 hombres se enfrentó cerca de Craón con los 50 000 soldados de las tropas dirigidas por Napoleón en persona. Tras diez horas de batalla, el ejército francés tuvo que retroceder. Desde 1815 hasta 1818, Vorontzov fue el jefe del ejército de ocupación ruso en París y de regreso pagó de sus bienes todas las deudas que habían contraído sus tropas en los restaurantes y hoteles durante la ocupación de la ciudad, y que se habían negado a pagar, lo que le costó casi un cuarto de su fortuna personal.
En 1819, en París, conoció a su futura mujer, Yelizaveta Xaviérievna Vorontzova, cuyo nombre de soltera era Elżbieta Branicka. La noble polaca y el general ruso se enamoraron a primera vista y, cuando se casaron, la población decía que «la nobleza y riqueza se multiplicaron por la riqueza y nobleza». La consideraban una de las mujeres más bellas de Odesa cuando de ella se enamoró Aleksandr Pushkin, y por eso la animadversión contra el conde Vorontzov se refleja en sus poesías del período odesita. 
En 1842, el conde le regaló a su esposa, por su cumpleaños, la Escalera Potiomkin, construida por el famoso arquitecto italiano Francesco Boffo y que llegaba hasta el agua del mar a través de sus 200 peldaños. Al final de su vida, se le otorgó a la princesa Yelizaveta Vorontsova la más alta condecoración femenina del imperio por sus actos de caridad y beneficencia.
En el año 1823, Alejandro I lo designó gobernador general de Nueva Rusia y Besarabia. En 1823, Vorontzov trasladó la capital de la Gobernación General de Nueva Rusia y Besarabia de Kishinev a Odesa. Durante su mandato, fomentó el desarrollo de la capital meridional y de toda la región. El erario de Odesa llegó a ser el más grande del Imperio ruso. En aquel período, gracias a la influencia de Vorontzov, se les permitió a los judíos y gitanos empadronarse en la zona, cuando hasta la fecha habían sido considerados proscritos fuera de la zona de Asentamiento.
El desarrollo multilateral de agricultura, industria y comercio del sur de Rusia debe mucho a las actividades de Vorontsov. En 1829, frenó con sus políticas el avance de la peste proveniente de Turquía.
En 1844, fue designado comandante en Jefe de las tropas rusas y gobernador (naméstnik) del Virreinato del Cáucaso. También encabezó acciones militares en Chechenia y Daguestán. En 1853, le comenzaron a fallar las fuerzas y presentó al zar su dimisión. El mismo año, regresó a Odesa, donde falleció en 1856 y fue sepultado en la Catedral de la Transfiguración de Odesa.

## Batallas participadas

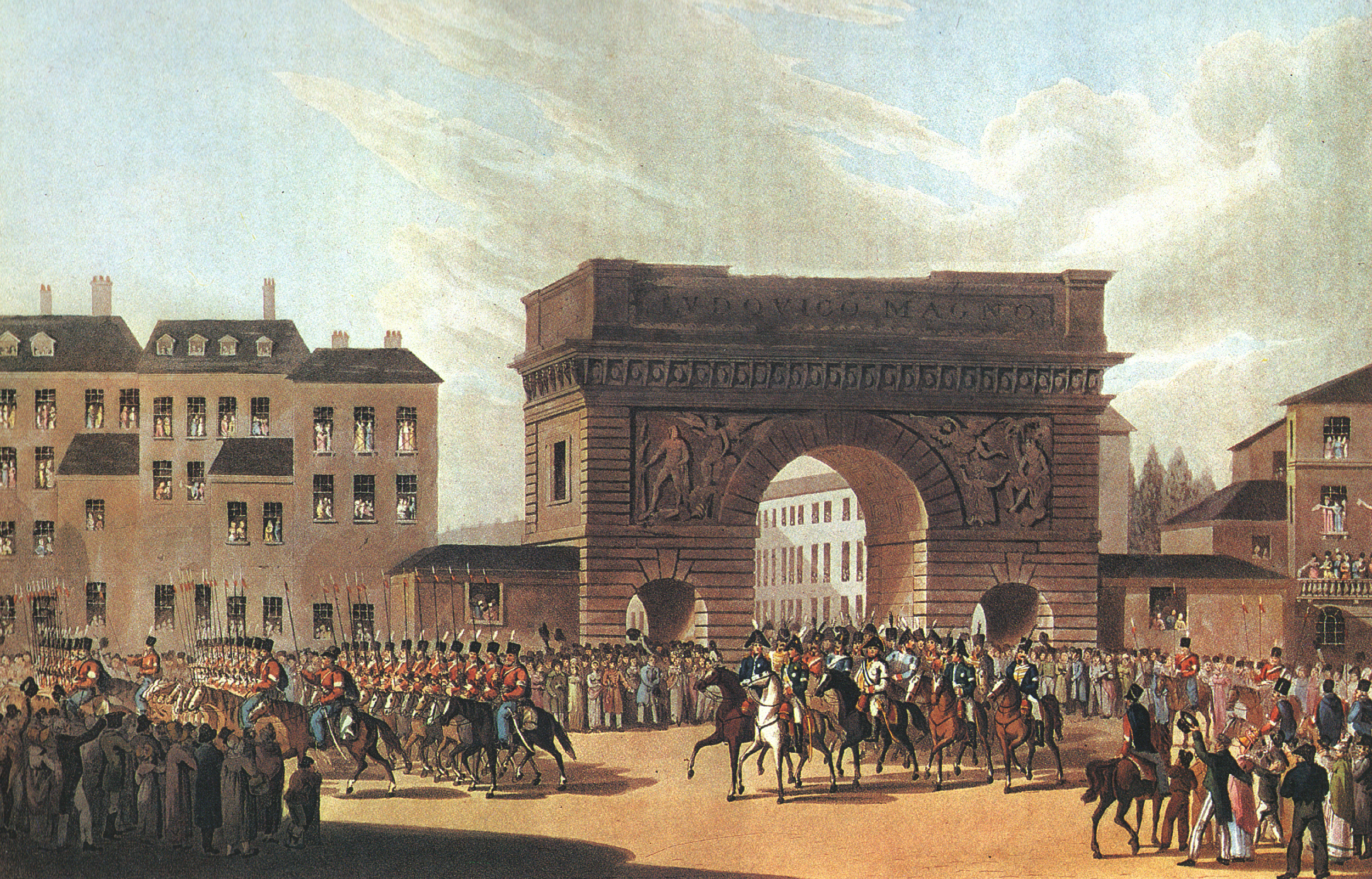
El ejército ruso entra en París (30 de marzo de 1814).

- 1807 - La Batalla de Friedland
- 1810 - La toma de Bazardzhik
- 1810 - La batalla de Shumlá
- 1811 - La batalla de Ruse
- 1812 - La batalla de Borodinó
- 1813 - La batalla de Leipzig
- 1814 - La batalla de Craón
- 1814 - La batalla de París
- 1828 - El sitio de Varna